# Sciaena
Sciaena è un genere di pesci ossei marini appartenente alla famiglia Sciaenidae. A questo genere appartiene la corvina mediterranea.

## Distribuzione e habitat
Tre specie sono presenti lungo le coste dell'America Meridionale, soprattutto quelle peruviane mentre S. umbra è comune nel mar Mediterraneo, nel mar Nero e nella parte temperata calda e subtropicale dell'Oceano Atlantico orientale.

## Pesca
S. umbra ha carni prelibate ed è oggetto principalmente di pesca sportiva, soprattutto pesca subacquea.

## Specie
- Sciaena callaensis
- Sciaena deliciosa
- Sciaena umbra
- Sciaena wieneri[1]